# Арчакова, Галина Акимовна
Галина Акимовна Арчакова (род. 11 ноября 1939, Хабаровск) — советская и белорусская шахматистка, мастер спорта СССР по шахматам (1969), девятикратная чемпионка Белорусской ССР по шахматам (1958, 1960, 1961, 1962, 1963, 1964, 1966, 1968, 1972; в 1970 поделила 1-2-е места, но звание чемпионки было присуждено К. Зворыкиной). В составе команды Белорусской ССР бронзовый призер 3-й Спартакиады народов СССР по шахматам (1963). Кандидат технических наук.

## Биография
В 1960-е годы была одной из сильнейших шахматисток Белоруссии. Дебютировала в чемпионатах Белоруссии по шахматам среди женщин осенью 1956 (3-е место), с конца 1950-х годов до начала 1970-х многократно побеждала в них. Весной 1969 выиграла в Минске квалификационный матч у К. Скегиной со счетом 8,5:5,5 и получила звание мастера спорта по шахматам.
Трижды участвовала в финалах чемпионатов СССР по шахматам среди женщин (1962 (декабрь), 1965, 1966), в которых лучший результат показала в 1966 году, когда поделила 11—14-e место. Была чемпионкой ДСО «Буревестник» (1964). Шесть раз представляла команду Белорусской ССР в первенствах СССР между командами союзных республик по шахматам (1958—1963, 1972), в которых в 1962 году завоевала второе место в личном зачете, а в 1963 была третьей в командном и личном зачетах. Известна также как шахматный тренер и судья высшей национальной категории.
В 1961 году окончила Белорусский политехнический институт (ныне Белорусский национальный технический университет). С 1963 по 1994 год работала в Центральном научно-исследовательском институте комплексного использования водных ресурсов, была ведущим научным сотрудником. Имеет научные публикации.